# Wirsberg (gmina)
Wirsberg – gmina targowa w Niemczech, w kraju związkowym Bawaria, w rejencji Górna Frankonia, w regionie Oberfranken-Ost, w powiecie Kulmbach. Leży przy drodze B303.
Gmina położona jest 10 km na wschód od Kulmbach, 32 km na południowy zachód od Hof i 18 km na północ od Bayreuth.

## Dzielnice
W skład gminy wchodzą następujące dzielnice: 
- Birkenhof
- Cottenau
- Einöde
- Goldene Adlerhütte
- Neufang
- Osserich
- Schlackenmühle
- Sessenreuth
- Weißenbach
- Wirsberg

## Historia
Pierwsze wzmianki o Wirsbergu pochodzą z końca XII wieku. W 1792 miejscowość należała do Księstwa Bayreuth, jednak w wyniku Traktatu tylżyckiego z 1807 Wirsberg został włączony w 1810 do Bawarii. Gmina w obecnym kształcie funkcjonuje od reformy administracyjnej w 1818.

### Polityka
Wójtem jest Hermann Anselstetter (SPD). Rada gminy składa się z 15 członków:
|      | CSU | SPD | Bezpartyjna Wspólnota Wyborców | Razem     |
| 2002 | 4   | 6   | 5                              | 15 miejsc |

### Współpraca
Miejscowość partnerska
- Georgenberg, Bawaria

## Zabytki i atrakcje
- Niemieckie Muzeum Lokomotyw Parowych (Deutsches Dampflokomotiv-Museum)